# Vilis Krištopans
Vilis Krištopans (* 13. června 1954, Omská oblast) je lotyšský politik. V letech 1998-1999 byl premiérem Lotyšska, v letech 1995–1998 ministrem dopravy. Jako premiér byl představitelem středopravicové liberální strany Lotyšská cesta (Latvijas Ceļš). Později přestoupil do agrárnického Svazu zelených a rolníků (Zaļo un Zemnieku Savienība). Před vstupem do politiky působil jako basketbalový trenér.